# Bobby Campbell (cầu thủ bóng đá Anh)
Robert George "Bobby" Campbell (23 tháng 4 năm 1937 – 6 tháng 11 năm 2015) là một cầu thủ và huấn luyện viên bóng đá chuyên nghiệp Anh.